# Blandband

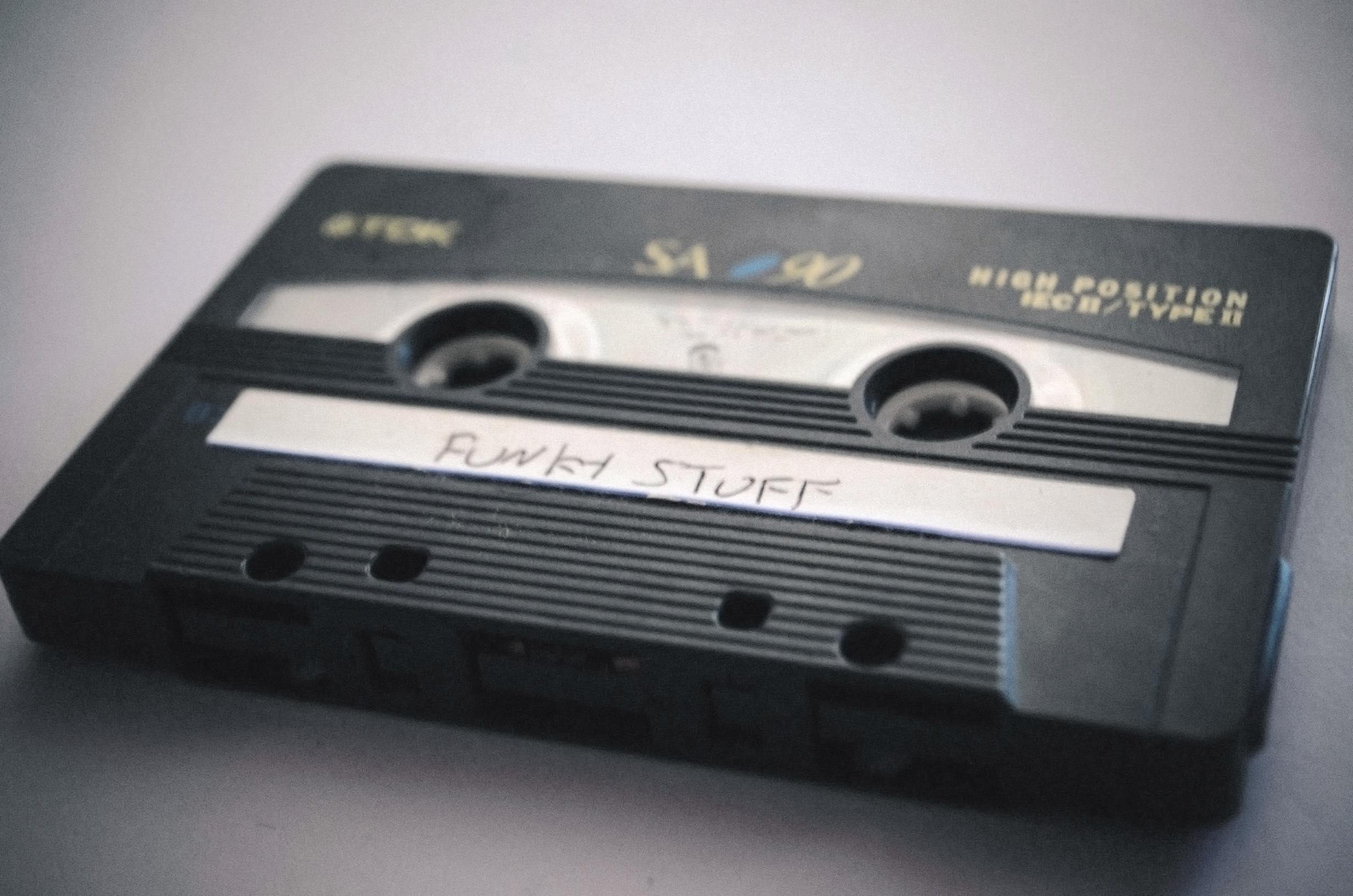
Ett blandband.

Ett blandband (engelska: mixtape) är en blandad sammansättning musik på ett kassettband, som en DJ eller annan person har valt ut genom att spela in från exempelvis radio, andra kassettband eller köpta album och singlar.
Blandband var populära i privathem under 1970- och 1980-talen samt början av 1990-talet. Exempelvis kunde musik spelas in från musiktopplistor i radio, alternativt från andra kassettband. Det var ett populärt sätt att sprida kärlekshälsningar på. I samband med CD:ar, MP3:or och musiktjänster via internet minskade intresset för blandband som ömhetsbevis. Däremot var blandband fortsatt vanliga för bilstereo-användare en tid. Under 2010-talet lanserades USB-minnen i form av kassettband i syfte att återskapa känslan av blandband.
Inom hiphop används beteckningen ofta för en musiksamling där bakgrundsmusiken (beatsen) inte gjorts av artisten i sig, utan är tagen från någon annan.[källa behövs] Ett exempel på detta är Garotta Di Ansjovis, av Organism 12.
I Sverige infördes på 1980-talet den så kallade kassettskatten för att finansiera ersättning till de upphovsmän, vilkas rättigheter ansågs bli förfördelade genom privatkopiering av deras alster till blandband.